# Bandar-e Gonaveh
Bandar-e Gonaveh, Ganāveh o Genaveh (farsi بندرگناوه) è il capoluogo dello shahrestān di Genaveh, circoscrizione Centrale, nella provincia di Bushehr.